# Antoine Orlowski
Pour les articles homonymes, voir Orlowski.
Antoine Orlowski (en polonais Antoni Orłowski), né en 1811 à Varsovie et mort le 11 février 1861 à Rouen, est un violoniste, chef d'orchestre, compositeur et professeur de musique polonais vivant en exil en France à partir de 1832. Il est une figure centrale de la vie musicale rouennaise du XIXe siècle et un ami de Frédéric Chopin et Gustave Flaubert.
Dans les années 1820, il fait des études musicales au Conservatoire de Varsovie en même temps que Frédéric Chopin, sous la direction de Joseph Elsner. Il étudie le violon avec Joseph Bielawski. Il compose un ballet en trois actes, Envahissement de l'Espagne par les Maures, représenté à Varsovie en 1827.
À la suite de l'échec de l'insurrection de 1830-1831 du royaume de Pologne contre la domination russe, Antoine Orlowski se réfugie en France, comme des milliers d'autres Polonais à cette époque, au sein de ce qui est appelé la Grande Émigration.
Après un passage en Allemagne, il s'installe à Paris en 1832, muni d'une lettre de recommandation d’Ambroise Thomas pour J. Gompertz, un négociant rouennais.
En 1835, il s'installe à Rouen. Il devient chef d'orchestre du théâtre des Arts en remplacement de Nicolas Schaffner. Il se lie d'amitié avec Hyacinthe Langlois et Gustave Flaubert.
En 1836, il dirige l’orchestre pour la première représentation rouennaise de La Juive de Fromental Halévy et présente son propre opéra, Le Mari de circonstance.
Antoine Orlowski joue un rôle majeur dans la vie musicale rouennaise, organisant des concerts de bienfaisance et des fêtes musicales. Le 12 mars 1838, il organise un concert exceptionnel à l'hôtel de ville et sollicite la participation de Chopin, qui accepte de venir de Paris, alors qu'il se produit très rarement en concert public. Ce soir-là, Chopin joue son Concerto en mi mineur, accompagné par un petit ensemble de musiciens de la Société philharmonique dirigé par Orlowski, à la suite du désistement du grand orchestre du Théâtre des Arts de Rouen,.

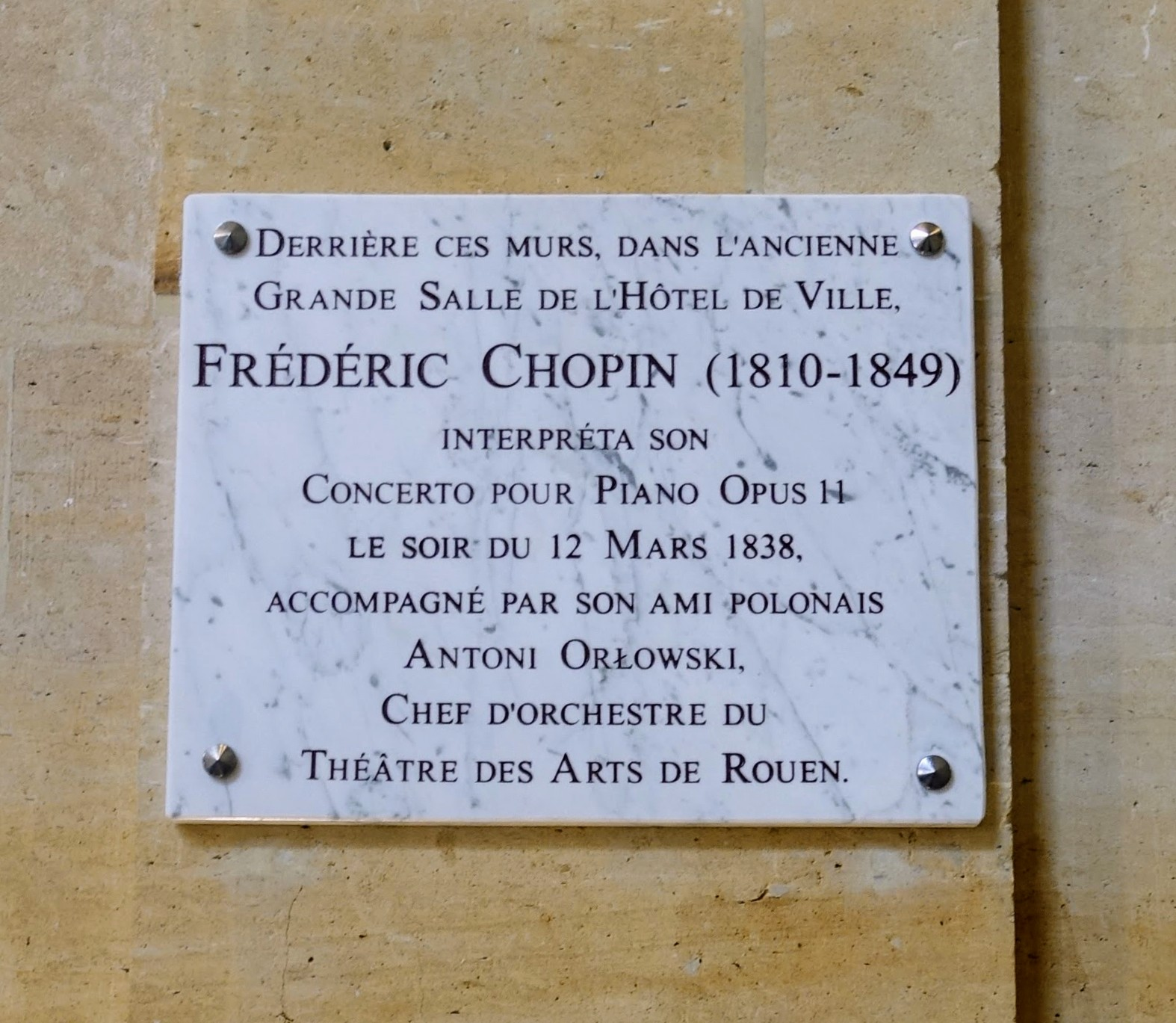
Marble commemorative plaque honoring Frédéric Chopin's 1838 concert in Rouen, France, unveiled on September 20, 2024

Orlowski contribue également à faire connaître les œuvres de son maître Joseph Elsner et reprend la direction de l’orchestre de la Société philharmonique de Rouen, restaurée en 1842 et 1845. Il enseigne également le piano à Caroline Flaubert, sœur de Gustave, et devient proche de la famille Flaubert.
Après son décès, Antoine Orlowski est inhumé au cimetière monumental de Rouen.

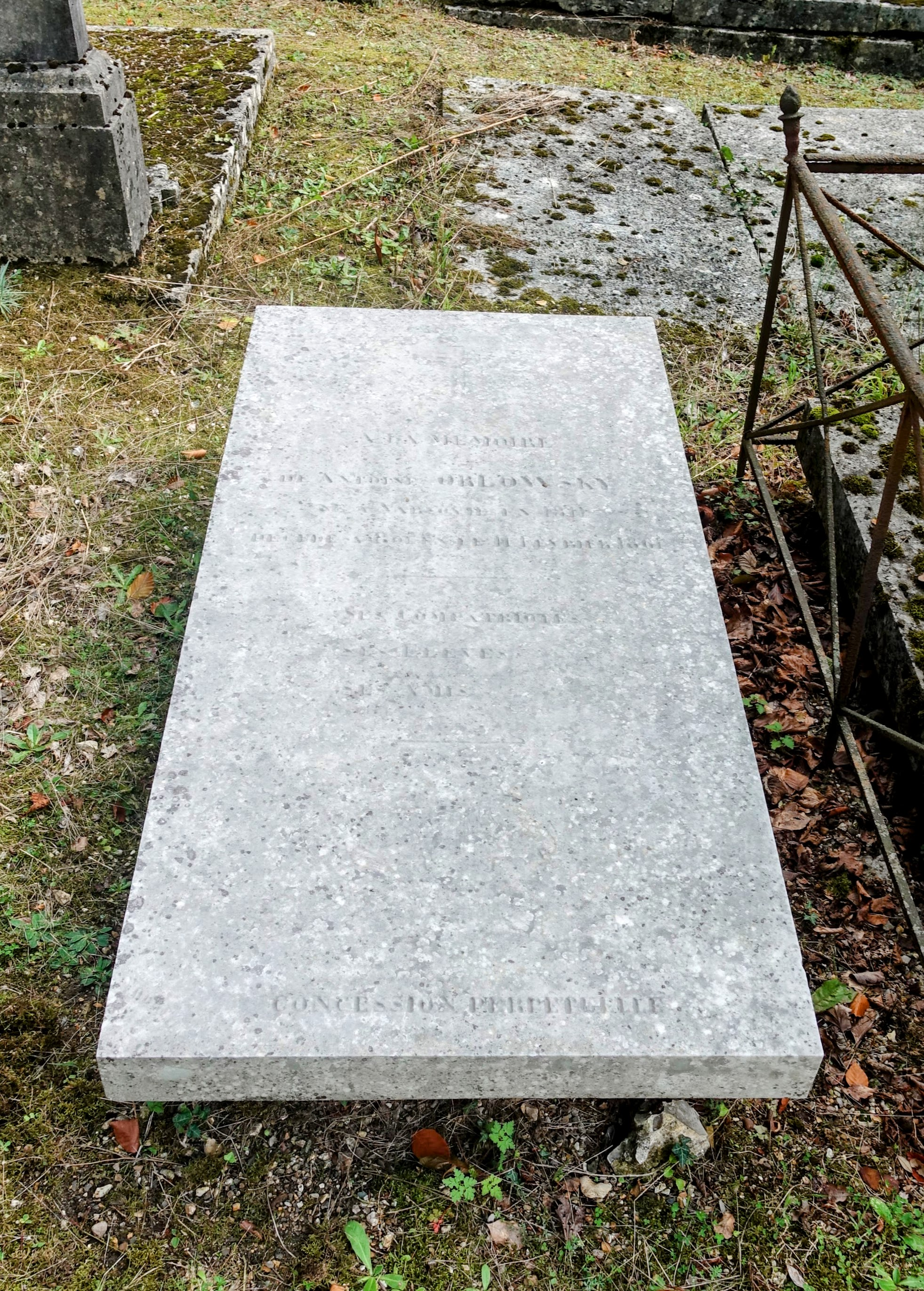
Épitaphe (illisible) : "À la mémoire de Antoine Orlowsky, né en 1811 à Varsovie, décédé à Rouen le 11 février 1861. Ses compatriotes, ses élèves, ses amis". Une lyre gravée, concession perpétuelle.